# Al-Dżaufa
Al-Dżaufa (arab. ‏خربة الجوفة‎) – dawna palestyńska wieś, wyludniona w czasie wojny arabsko-izraelskiej w 1948 roku.
Wieś znajdowała się 12 km (7,5 mi) na zachód od Dżaninu, na szczycie małego okrągłego płaskowyżu, który rozciąga się od północnego zbocza wzgórza Dżabal Fakku'a. Biegła tędy droga gruntowa do wioski Tall asz-Szauk w dystrykcie Bajsanu.

## Historia
W okresie mandatu brytyjskiego Al-Dżaufa została sklasyfikowana jako osada w Palestine Index Gazetteer.
Prawdopodobnie została zajęta przez siły Brygady Golani w ramach operacji „Gideon” 12 maja 1948. Większość mieszkańców uciekła do Dżaninu i jego okolic, po tym jak siły izraelskie zajęły miasto Bisan w dniu 15 maja 1948.

Palestyński historyk Walid Chalidi tak opisał pozostałości Al-Dżaufy:

Chociaż część niektórych murów nadal stoi, większość dawnych domów została obrócona w gruzy. Cały obszar został ogrodzony i jest wykorzystywany jako pastwisko dla krów. Na stronie znajduje się duży zbiornik wodny należący do kibucu Ma’ale Gilboa.